# Aphytis vittatus
Aphytis vittatus är en stekelart som först beskrevs av Compere 1925.  Aphytis vittatus ingår i släktet Aphytis och familjen växtlussteklar. Inga underarter finns listade i Catalogue of Life.